# Список главных тренеров сборной Хорватии по футболу

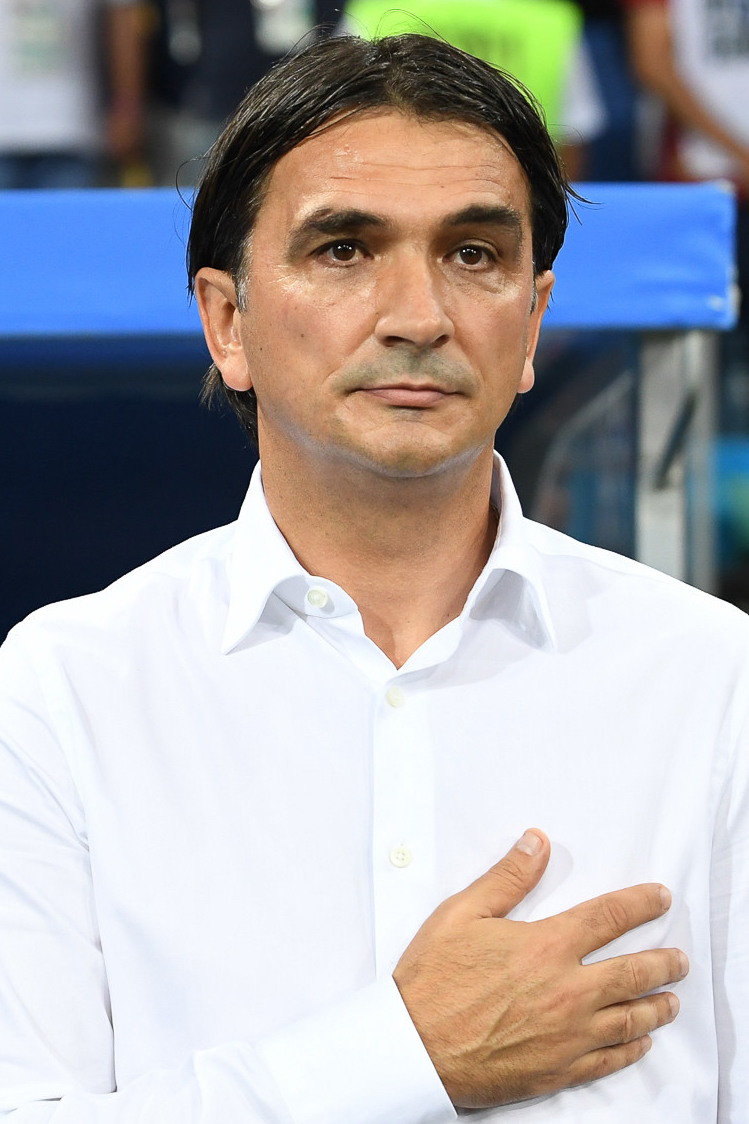
Златко Далич — нынешний главный тренер сборной Хорватии

Ниже представлен список главных тренеров национальной сборной Хорватии по футболу, их статистика и достижения в сборной.
Хорватский футбольный союз считает датой своего основания 1912 год, когда сама страна ещё входила в Австро-Венгрию. В 1919 году все спортивные федерации Хорватии перешли в ведение КСХС. 6 августа 1939 года ХФС вновь обрёл самостоятельность. 17 июля 1941 года ФИФА признала ХФС как национальную ассоциацию Независимого государства Хорватия и считала его своим членом до образования СФРЮ в 1945 году. Хорватские футболисты с 1945 по 1990 год выступали в составе сборной Югославии.
Первым главным тренером хорватской команды был Хуго Кинерт, который лишь формально занимал эту должность в 1918-1919 годах, так как в те времена не удавалось созвать сборную. Накануне и во время Второй мировой войны хорваты провели целый ряд товарищеских встреч, в которых её возглавляли местные специалисты: Йозо Якопич, Рудольф Хитрец, Богдан Цувай и Бернард Хюгль. В период существования социалистической Югославии (с 1945 по 1991 год) Хорватия провела лишь один товарищеский матч в 1956 году. В этом матче со сборной Индонезии её руководил триумвират тренеров (Бруно Кнежевич, Лео Лемешич и Франьо Вёлфл). В период обретения страной независимости в начале 1990-х годов сборная Хорватии проводила товарищеские матчи, в которых её главными тренерами были Дражан Еркович, Станко Поклепович и Влатко Маркович.
В 1994 году национальную команду возглавил Мирослав Блажевич. Именно под его началом сборная Хорватии добилась своих первых и впечатляющих успехов. Сначала она сумела пройти квалификацию на чемпионат Европы 1996, неожиданно опередив итальянцев, а на самом первенстве выйти из группы. Самую же громкую сенсацию под руководством Блажевича хорваты сотворили на мировом первенстве 1998 года во Франции, где сумели завоевать бронзу. 
В 2000-е и в первую половину 2010-х годов хорваты, ведомые такими специалистами как Мирко Йозич, Отто Барич, Златко Кранчар, Славен Билич, Игор Штимац, Нико Ковач и Анте Чачич, регулярно пробивались в финальные стадии мировых и континентальных первенств, где занимали либо третьи места в своих группах, либо останавливались на первых стадиях плей-офф.
Действующим главным тренером сборной с 7 октября 2017 года является Златко Далич. Он временно возглавил команду, которой предстояли решающие матчи в отборе на ЧМ-2018. Выведя свою сборную в финальную часть турнира, Далич подписал с футбольным союзом Хорватии контракт на постоянной основе. На самом «мундиале» хорваты совершили громкую сенсацию, дойдя до финала турнира, где со счётом 2:4 уступили сборной Франции. Спустя четыре года они под началом всё того же Далича взяли бронзовые медали мирового первенства, в четвертьфинале которого сенсационно одолели Бразилию.

## Список тренеров
Данные приведены на 2 октября 2024

Условные обозначения:
- ЧМ — чемпионат мира
- ОЧМ — отборочный турнир чемпионата мира
- ЧЕ — чемпионат Европы
- ОЧЕ — отборочный турнир чемпионата Европы
- ЛН — Лига наций УЕФА

| Тренер                                                        | Гражданство | Фото | Первый матч      | Последний матч   | И  | В  | Н  | П  | % В    | Турниры | Прим.                |
| ------------------------------------------------------------- | ----------- | ---- | ---------------- | ---------------- | -- | -- | -- | -- | ------ | --- | -------------------- |
| Хуго Кинерт хорв. Hugo Kinert                                 | Югославия   |      | —                | —                | —  | —  | —  | —  | —      | — | [ 5 ]                |
| Йозо Якопич хорв. Jozo Jakopić                                | Хорватия    |      | 2 апреля 1940    | 8 декабря 1940   | 4  | 2  | 1  | 1  | 50,00  | — | [ 6 ]                |
| Рудольф Хитрец хорв. Rudolf Hitrec                            | Хорватия    |      | 15 июня 1941     | 15 июня 1941     | 1  | 0  | 0  | 1  | 0,00   | — | [ 7 ]                |
| Богдан Цувай хорв. Bogdan Cuvaj                               | Хорватия    |      | 7 сентября 1941  | 6 июня 1943      | 13 | 6  | 3  | 4  | 46,15  | — | [ 8 ]                |
| Бернард Хюгль хорв. Bernard Hügl                              | Хорватия    |      | 9 апреля 1944    | 9 апреля 1944    | 1  | 1  | 0  | 0  | 100,00 | — | [ 9 ]                |
| Отборный комитет (Бруно Кнежевич, Лео Лемешич и Франьо Вёлфл) | —           | —    | 12 сентября 1956 | 12 сентября 1956 | 1  | 1  | 0  | 0  | 100,00 | — | [ 10 ] [ 11 ] [ 12 ] |
| Дражан Еркович хорв. Dražan Jerković                          | Хорватия    |      | 17 октября 1990  | 19 июня 1991     | 3  | 3  | 0  | 0  | 100,00 | — | [ 13 ]               |
| Станко Поклепович хорв. Stanko Poklepović                     | Хорватия    |      | 5 июля 1992      | 22 октября 1992  | 4  | 1  | 1  | 2  | 25,00  | — | [ 14 ]               |
| Влатко Маркович хорв. Vlatko Marković                         | Хорватия    |      | 25 июня 1993     | 25 июня 1993     | 1  | 1  | 0  | 0  | 100,00 | — | [ 15 ]               |
| Мирослав Блажевич хорв. Miroslav Blažević                     | Хорватия    |      | 23 марта 1994    | 11 октября 2000  | 73 | 34 | 24 | 15 | 46,57  | ОЧЕ-1996: выход на ЧЕ-1996 · ЧЕ-1996: 1/4 финала · ОЧМ-1998: выход на ЧМ-1998 · ЧМ-1998: 3-е место · ОЧЕ-2000: 3-е место в группе · ОЧМ-2002: 2 игры | [ 16 ]               |
| Мирко Йозич хорв. Mirko Jozić                                 | Хорватия    |      | 28 февраля 2001  | 13 июня 2002     | 18 | 9  | 6  | 3  | 50,00  | ОЧМ-2002: выход на ЧМ-2002 : 3-е место в группе | [ 17 ]               |
| Отто Барич хорв. Otto Barić                                   | Хорватия    |      | 21 августа 2002  | 21 июня 2004     | 24 | 11 | 8  | 5  | 45,83  | ОЧЕ-2004: выход на ЧЕ-2004 : 3-е место в группе | [ 18 ]               |
| Златко Кранчар хорв. Zlatko Kranjčar                          | Хорватия    |      | 18 августа 2004  | 22 июня 2006     | 25 | 11 | 8  | 6  | 44,00  | ОЧМ-2006: выход на ЧМ-2006 : 3-е место в группе | [ 19 ]               |
| Славен Билич хорв. Slaven Bilić                               | Хорватия    |      | 16 августа 2006  | 18 июня 2012     | 65 | 42 | 15 | 8  | 64,61  | ОЧЕ-2008: выход на ЧЕ-2008 : 1/4 финала ОЧМ-2010: 3-е место в группе ОЧЕ-2012: выход на ЧЕ-2012 : 3-е место в группе | [ 20 ]               |
| Игор Штимац хорв. Igor Štimac                                 | Хорватия    |      | 15 августа 2012  | 15 октября 2013  | 15 | 8  | 2  | 5  | 53,33  | ОЧМ-2014: 10 игр | [ 21 ]               |
| Нико Ковач хорв. Niko Kovač                                   | Хорватия    |      | 15 ноября 2013   | 6 сентября 2015  | 19 | 10 | 5  | 4  | 52,63  | ОЧМ-2014: выход на ЧМ-2014 : 3-е место в группе ОЧЕ-2016: 8 игр | [ 22 ]               |
| Анте Чачич хорв. Ante Čačić                                   | Хорватия    |      | 10 октября 2015  | 6 октября 2017   | 25 | 15 | 6  | 4  | 60,00  | ОЧЕ-2016: выход на ЧЕ-2016 : 1/8 финала ОЧМ-2018: 4 игры | [ 23 ]               |
| Златко Далич хорв. Zlatko Dalić                               | Хорватия    |      | 9 октября 2017   | 17 декабря 2022  | 89 | 49 | 17 | 23 | 55,06  | ОЧМ-2018: выход на ЧМ-2018 · ЧМ-2018: финалист · ЛН-2018/19: 3-е место в группе лиги A · ОЧЕ-2020: выход на ЧЕ-2020 · ЛН-2020/21: 3-е место в группе лиги A · ЧЕ-2020: 1/8 финала · ОЧМ-2022: выход на ЧМ-2022 · ЛН-2022/23: финалист · ЧМ-2022: 3-е место · ОЧЕ-2024: выход на ЧЕ-2024 · ЧЕ-2024: 3-е место в группе · ЛН-2024/25: турнир продолжается | [ 24 ]               |